# David di Donatello 1994
La cerimonia di premiazione della 39ª edizione dei David di Donatello si è svolta il 18 giugno 1994 in Campidoglio a Roma.

## Vincitori e nominati
Vengono di seguito indicati in grassetto i vincitori.
Miglior film
- Caro diario, regia di Nanni Moretti
- Per amore, solo per amore, regia di Giovanni Veronesi
- Perdiamoci di vista, regia di Carlo Verdone

Miglior regista
- Carlo Verdone - Perdiamoci di vista
- Nanni Moretti - Caro diario
- Pasquale Pozzessere - Padre e figlio

Miglior regista esordiente
- Simona Izzo - Maniaci sentimentali (ex aequo)
- Francesco Ranieri Martinotti - Abissinia (ex aequo)
- Leone Pompucci - Mille bolle blu (ex aequo)

Migliore sceneggiatura
- Ugo Chiti e Giovanni Veronesi - Per amore, solo per amore
- Francesca Marciano e Carlo Verdone - Perdiamoci di vista
- Nanni Moretti - Caro diario

Migliore produttore
- Aurelio De Laurentiis - Per amore, solo per amore
- Angelo Barbagallo e Nanni Moretti - Caro diario
- Giovanni Di Clemente - Giovanni Falcone

Migliore attrice protagonista
- Asia Argento - Perdiamoci di vista
- Chiara Caselli - Dove siete? Io sono qui
- Barbara De Rossi - Maniaci sentimentali

Migliore attore protagonista
- Giulio Scarpati - Il giudice ragazzino
- Diego Abatantuono - Per amore, solo per amore
- Nanni Moretti - Caro diario
- Silvio Orlando - Sud

Migliore attrice non protagonista
- Monica Scattini - Maniaci sentimentali
- Regina Bianchi - Il giudice ragazzino
- Stefania Sandrelli - Per amore, solo per amore

Migliore attore non protagonista
- Alessandro Haber - Per amore, solo per amore
- Giancarlo Giannini - Giovanni Falcone
- Leopoldo Trieste - Il giudice ragazzino

Migliore direttore della fotografia
- Bruno Cascio - Padre e figlio (ex aequo)
- Dante Spinotti - Il segreto del bosco vecchio (ex aequo)
- Luca Bigazzi - Un'anima divisa in due
- Giuseppe Lanci - Caro diario

Migliore musicista
- Nicola Piovani - Caro diario
- Federico De Robertis - Sud
- Nicola Piovani - Per amore, solo per amore

Migliore scenografo
- Antonello Geleng - Dellamorte Dellamore
- Giantito Burchiellaro - Storia di una capinera
- Enrico Fiorentini - Per amore, solo per amore

Migliore costumista
- Piero Tosi - Storia di una capinera
- Maurizio Millenotti - Il segreto del Bosco Vecchio
- Gabriella Pescucci - Per amore, solo per amore

Migliore montatore
- Carlo Valerio - Padre e figlio
- Nino Baragli - Per amore, solo per amore
- Marco Garrone - Caro diario

Migliore fonico di presa diretta
- Tullio Morganti - Sud
- Benito Alchimede - Perdiamoci di vista
- Franco Borni - Caro diario

Miglior film straniero
- Nel nome del padre (In the Name of the Father), regia di Jim Sheridan
- Quel che resta del giorno (The Remains of the Day), regia di James Ivory
- Schindler's List - La lista di Schindler, regia di Steven Spielberg

Migliore attrice straniera
- Emma Thompson - Quel che resta del giorno (The Remains of the Day)
- Holly Hunter - Lezioni di piano (The Piano)
- Michelle Pfeiffer - L'età dell'innocenza (The Age of Innocence)

Miglior attore straniero
- Anthony Hopkins - Quel che resta del giorno (The Remains of the Day)
- Daniel Day-Lewis - Nel nome del padre (In the Name of the Father)
- Al Pacino - Carlito's Way

David Luchino Visconti
- Manoel de Oliveira

David speciale
- Alberto Sordi, premio alla carriera
- Stefano Dionisi, per le sue interpretazioni nell'ambito del cinema italiano giovanile
- Alberto Lattuada, per una carriera cinematografica di particolare prestigio